# Народний музей Визвольної боротьби ОУН-УПА Стрийщини
Народний музей визвольної боротьби ОУН-УПА — музей, що розповідає про національно — визвольну боротьбу воїнів Української Повстанської Армії, який розміщений в селі Кавсько Стрийського району Львівської області у приміщенні другого поверху народного дому, що розташований на вулиці Новій.
Засновником і директором музею є ентузіаст, краєзнавець Зеновій Кочмарський.

## Короткий опис
Вперше своїх відвідувачів музей зустрів 24 серпня 1993 року. У ньому можна було побачити муляжі зброї часів Другої світової війни, однострої українського січового стрільця та воїна УПА, оригінальні документи із розсекречених архівів управління НКВД колишньої Дрогобицької області, унікальні світлини членів ОУН — УПА та ін. Львівська ОДА 8 грудня 2000 року присвоїла закладу почесне звання «народний музей».
Завдяки співпраці з Всеукраїнським Братством воїнів ОУН — УПА, пошуковою організацією жертв війни «Пам'ять», з іншими громадськими організаціями музей поповнювався все новішими експонатами. Це вимагало облаштування наступних виставкових залів.

## Історія створення
- Напередодні Дня героїв 21 травня 2006 року відбулось урочисте відкриття другої музейної кімнати. У ній були представлені унікальні матеріали з часів національно-визвольної боротьби УПА, зокрема друкарська машинка та речі повстанців, знайдені 1997 року у криївці в Белецькому лісі, вишивки, що їх українки вигаптовували у сталінських таборах, документи ОУН, світлини.
- Третю музейну кімнату було відкрито 12 жовтня 2008 року. Тут зберігають українські військові відзнаки УСС, УГА, УНР, УПА, лист-рукопис Степана Бандери, датований 28 березня 1956 року, який він написав друзям до США.
- У четвертій кімнаті, яку відкрили 2013, розмістилась так звана Галерея Слави УПА. Експозицію народного музею побудовано за хронологією подій визвольної боротьби ОУН — УПА, вона витримана в єдиній колористиці.

## Експонати
Експозиція музею поповнювалася за сприяння районної влади, міських та сільських рад, педагогів, бібліотекарів, активістів-патріотів.
Це:
- муляжі зброї часів Другої світової війни
- однострої українського січового стрільця
- унікальні світлини членів ОУН — УПА
- друкарська машинка та речі повстанців
- документи ОУН

- українські військові відзнаки УСС, УГА, УНР, УПА
- лист-рукопис Степана Бандери
- автентичний одяг і зброя
- література
- періодична преса

## Особи, які допомогли створенню музею
- народний депутат України Олег Канівець
- депутат Львівської обласної ради Зіновій Карпінський

- жителі с. Кавсько: Людвіг Шуцман, Микола Ципук, отець Михайло Костяк, Василь Волосецький, Ольга Паньків;
- спонсори директор ТзОВ «Орлан+» Іван Решітник, генеральний директор ТзОВ «ТД Відродження» Степан Регейло, власник магазину «Штурм» (м. Львів) Володимир Правосудов, депутат Кавської сільської ради Євген Трубич, художник Василь Бичко, технічний директор ТзОВ «Орлан +» Василь Петречко, ПП Іван Лопатій, начальник дільниці електрозв'язку Михайло Міщишин, голова правління Стрийської райспоживспілки Любомир Дицьо, завідувачка науково-методичного відділу музейного будівництва Люся Перейма (м. Львів), Юрій Шухевич, Володимира Шуманська, Михайло Мичко, отець Олег Кобель та інші.